# ویکی‌اسپیسز
ویکی‌اسپیسز (انگلیسی: Wikispaces) شرکت فناوری اطلاعات آمریکایی است، که در سال ۲۰۰۵ تأسیس شد.